# اولدرسبک
اولدرسبک (به آلمانی: Oldersbek) یک شهر در آلمان است که در نوردفرایسلند واقع شده‌است. اولدرسبک ۶۶۶ نفر جمعیت دارد.